# Alexandr Lukiánov
Alexandr Víktorovich Lukiánov –en ruso, Александр Викторович Лукьянов– (Moscú, URSS, 19 de agosto de 1949) es un deportista ruso que compitió para la URSS en remo como timonel.
Participó en cinco Juegos Olímpicos de Verano, entre los años 1976 y 2000, obteniendo en total cuatro medallas, oro en Montreal 1976 (cuatro con timonel), plata en Moscú 1980 (dos con timonel), plata en Seúl 1988 (ocho con timonel) y bronce en Atlanta 1996 (ocho con timonel).
Ganó cuatro medallas en el Campeonato Mundial de Remo entre los años 1974 y 1999, y dos medallas en el Campeonato Europeo de Remo, en los años 1971 y 1973.

## Palmarés internacional
| Representando a la URSS |                          |                   |                    |
| Juegos Olímpicos        |                          |                   |                    |
| Año                     | Lugar                    | Medalla           | Prueba             |
| 1976                    | Montreal (Canadá)        | Medalla de oro    | Cuatro con timonel |
| 1980                    | Moscú (URSS)             | Medalla de plata  | Dos con timonel    |
| 1988                    | Seúl (Corea del Sur)     | Medalla de plata  | Ocho con timonel   |
| Campeonato Mundial      |                          |                   |                    |
| Año                     | Lugar                    | Medalla           | Prueba             |
| 1974                    | Lucerna (Suiza)          | Medalla de oro    | Dos con timonel    |
| 1975                    | Nottingham (Reino Unido) | Medalla de oro    | Cuatro con timonel |
| 1977                    | Ámsterdam (Países Bajos) | Medalla de plata  | Ocho con timonel   |
| Campeonato Europeo      |                          |                   |                    |
| Año                     | Lugar                    | Medalla           | Prueba             |
| 1971                    | Copenhague (Dinamarca)   | Medalla de bronce | Dos con timonel    |
| 1973                    | Moscú (URSS)             | Medalla de oro    | Dos con timonel    |
| Representando a Rusia   |                          |                   |                    |
| Juegos Olímpicos        |                          |                   |                    |
| Año                     | Lugar                    | Medalla           | Prueba             |
| 1996                    | Atlanta (Estados Unidos) | Medalla de bronce | Ocho con timonel   |
| Campeonato Mundial      |                          |                   |                    |
| Año                     | Lugar                    | Medalla           | Prueba             |
| 1999                    | St. Catharines (Canadá)  | Medalla de bronce | Ocho con timonel   |